# 23897 Daikuroda
23897 Daikuroda è un asteroide della fascia principale. Scoperto nel 1998, presenta un'orbita caratterizzata da un semiasse maggiore pari a 2,7261047 UA e da un'eccentricità di 0,0501415, inclinata di 4,03075° rispetto all'eclittica.